# Lada Dance
Lada Dance (in russo Лада Дэнс?, Lada Dėns), pseudonimo di Lada Evgen'evna Volkova (in russo Ла́да Евге́ньевна Во́лкова?; Kaliningrad, 11 settembre 1966), è una cantante e attrice russa.

## Discografia

### Album in studio
- 1993 – Nočnoj al'bom
- 1994 – Tancy u morja
- 1996 – Vkus ljubvi
- 1997 – Fantazii (con Orchestra diretta da Oleg Lundstrem)
- 1997 – Na ostrovach ljubvi
- 2001 – Kogda sady cvetut

### Album video
- 1994 – Žit' nužno v kajf!
- 1997 – Lada Dance

### Raccolte
- 1995 – Samoe novoe – samoe lučšee
- 2003 – Lučšie pesni

### Singoli
- 2019 – Neft'
- 2020 – Alë, Alëša
- 2022 – Baby Tonight
- 2022 – S dnëm roždenija, Novyj god!

## Filmografia

### Televisione
- 1995 – Starye pesni o glavnom, regia di Dmitrij Fiks – film TV
- 2002 – Mediki – serie TV, 1º episodio
- 2002–2007 – Bal'zakovskij vozrast, ili Vse myžiki svo..., regia di Dmitrij Fiks – serie TV
- 2004 – Bal'zakovskij vozrast, ili Vse myžiki svo... Samyj lučšij prazdnik, regia di Dmitrij Fiks – film TV
- 2004 – Vozvraščenie Muchtara – serie TV, 1º episodio
- 2005 – Moj ličnyj vrag, regia di Vladimir Popkov – serie TV
- 2005 – Tajskij vojaž Stepanyča, regia di Maksim Voronkov – film TV
- 2006 – Ispanskij vojaž Stepanyča, regia di Maksim Voronkov – film TV
- 2007 – Troe sverchu 2, regia di Aleksandr Anurov – serie TV
- 2009 – Territorija krasoty – serie TV
- 2009 – 220 vol't ljubvi, regia di Vladimir Filimonov – serie TV
- 2012 – Meksikanskij vojaž Stepanyča, regia di Maksim Voronkov – film TV
- 2013 – Bal'zakovskij vozrast, ili Vse myžiki svo... 5 let spustja, regia di Dmitrij Fiks – film TV

### Cinema
- 2009 – Put', regia di Vladimir Pasičnik